# Deion Branch
Anthony Deion Branch Jr. (* 18. Juli 1979 in Albany, Georgia) ist ein ehemaliger US-amerikanischer American-Football-Spieler auf der Position des Wide Receivers. Er spielte für die New England Patriots und Seattle Seahawks in der National Football League (NFL) und gewann mit den Patriots zwei Super Bowls.

## Karriere
Branch spielte College Football für die University of Louisville. Er wurde in der zweiten Runde als 65. Spieler im NFL Draft 2002 ausgewählt. Auf der Middleschool und Highschool wurde Branch immer gesagt, dass er mit seinen 1,75 Metern Körpergröße zu klein sei für die Position des Wide Receivers. Deshalb fiel er im NFL Draft von einer eigentlich sicheren Erstrundenauswahl ab in die zweite Runde. Von 2002 bis 2006 spielte er bei den New England Patriots.
Im Mai 2006 bemühten sich die New England Patriots um eine vorzeitige Vertragsverlängerung bis 2009. Die Verhandlungen scheiterten, so dass die New England Patriots Branch am 25. August 2006 die Erlaubnis gaben, für sechs Tage mit anderen Teams über einen Wechsel zu verhandeln. Dies bewegte Branch dazu, zu den Seattle Seahawks zu wechseln.
Am 11. Oktober 2010 tauschten die New England Patriots ein Draftrecht in der vierten Runde für Branch nach Seattle. Er sollte Randy Moss ersetzen, der kurz zuvor an die Minnesota Vikings abgegeben wurde. In seinem zweiten Jahr wurde er von den Patriots mehrmals entlassen und wieder neu verpflichtet, erhielt für die Saison 2013 aber zunächst keinen neuen Vertrag, wurde aber nach Verletzungen von Stammspielern erneut in den Kader aufgenommen, war aber lediglich Ersatzspieler ohne einen Einsatz.
Im Januar 2014 wurde er von den Indianapolis Colts verpflichtet, aber noch vor Saisonbeginn wieder entlassen.

## Erfolge
Branch gewann mit den Patriots den Super Bowl XXXVIII und den Super Bowl XXXIX. Im zweiten Super Bowl wurde er zum Super Bowl MVP gewählt.